# Giro di Calabria 1991
Il Giro di Calabria 1991, quarta edizione della corsa, si svolse dal 2 al 4 aprile 1991 su un percorso totale di 528 km, ripartiti su 3 tappe. La vittoria fu appannaggio dell'italiano Paolo Botarelli, che completò il percorso in 13h33'08", precedendo il venezuelano Leonardo Sierra ed il connazionale Stefano Giuliani.

## Tappe
| Tappa  | Data     | Percorso                  | km  | Vincitore di tappa | Leader cl. generale |
| ------ | -------- | ------------------------- | --- | ------------------ | ------------------- |
| 1ª     | 2 aprile | Diamante > Cosenza        | 153 | Marco Saligari     | Marco Saligari      |
| 2ª     | 3 aprile | Amantea > Siderno         | 177 | Giuseppe Citterio  | ?                   |
| 3ª     | 4 aprile | Siderno > Reggio Calabria | 198 | Stefano Giuliani   | Paolo Botarelli     |
| Totale | Totale   | Totale                    | 528 |                    |                     |

## Classifiche finali

### Classifica generale
| Pos. | Corridore         | Squadra                   | Tempo     |
| ---- | ----------------- | ------------------------- | --------- |
| 1    | Paolo Botarelli   | Jolly Componibili-Club 88 | 13h33'08" |
| 2    | Leonardo Sierra   | Selle Italia-Vetta        | ?         |
| 3    | Stefano Giuliani  | Jolly Componibili-Club 88 | ?         |
| 4    | Rolf Aldag        | Helvetia-La Suisse        | ?         |
| 5    | Giovanni Strazzer | Jolly Componibili-Club 88 | ?         |
| 6    | Giuseppe Petito   | Gis Gelati-Ballan         | ?         |
| 7    | Marek Szerszynski | Colnago-Lampre            | ?         |
| 8    | Alberto Volpi     | Gatorade-Château d'Ax     | ?         |
| 9    | Marco Giovannetti | Gatorade-Château d'Ax     | ?         |
| 10   | Claudio Brandini  | Jolly Componibili-Club 88 | ?         |